# Eva Bendová
Eva Bendová (* 6. prosince 1976, Praha) je česká historička umění. Zabývá se interdisciplinárními dějinami umění, vizuálním uměním a architekturou 19., 20. a 21. století. Věnuje se tématu kaváren a jejich významu v oblasti umění, architektury i každodenního života.

## Život
V letech 1995–1999 studovala Fakultu architektury ČVUT v Praze, v letech 1999–2005 magisterský obor dějiny umění na Filozofické fakultě Univerzity Karlovy. V roce 2013 ukončila studium doktorátem na stejné fakultě. Od roku 2005 do 2018 působila v Národní galerii v Praze ve Sbírce grafiky a kresby jako kurátorka grafiky a kresby 20. a 21. století; v letech 2007–2012 jako vedoucí kurátorka oddělení grafiky. První zahraniční stáž podnikla v letech 2001–2002 při Ludwig-Maxmilian Universität München. Následovala stáž programu DAAD, Humboldt – Universität Berlin v roce 2009 a program AKTION při Universität Wien v roce 2010.
Je autorkou a kurátorkou výstavních projektů v Národní galerii v Praze (Proměny Williama Hogartha, 2015; Oskar Kokoschka. Grafika, 2013; Z představ a cest Bedřicha Feuersteina, 2014; Na účetním lístku. Kotěra, Tichý, Boettinger v privátní kresbě momentce, 2010; Georg Grosz – zkažená společnost, 2011), Západočeské galerii v Plzni (Živly v nás. Katastrofa a její obraz v kultuře 19. století, 2016; Svět chce být klamán. Fikce a mystifikace v umění 19. století, 2013, s Vítem Vlnasem, ve spolupráci s Národní galerií Praha; Vražedná realita. Zločin a trest v českém výtvarném umění 1800–1914, 2010, s Tomášem Wintrem ve spolupráci s Národní galerií Praha), Oblastní galerii Liberec (Úpadek nezastavíš (podle) Williama Hogartha, 2016 ve spolupráci s Národní galerií Praha) a dalších výstav včetně zahraničních (Stadt, Land, Tier. Der Farbholzschnitt in Prag um 1900, Kunstforum Ostdeutsche Galerie Regensburg, 2017; Václav Rabas a mýtus hnědé. Země, chléb a hmota na periferii avantgardy, GAVU Cheb 2016 a OGV Jihlava 2017 s Václavem Hájkem, ve spolupráci s Národní galerií Praha).
Od roku 2016 je spoluřešitelkou grantu GAČR Od balónu ke kosmickému vědomí. Aviatika v české vizuální kultuře (Národní galerie v Praze).

## Dílo
Je autorkou nebo spoluautorkou řady publikací a výstav věnovaných kulturním dějinám, vizuálnímu umění 19. a 20. století a současné grafice.